# 이들리브주 무장해제
2018년 이들리브주 무장해제는 2018년 9월부터 터키와 시리아 사이에 15km에서 20km 사이의 비무장지역을 시리아 반군이 통치하는 이들리브 주에 설치하자는 진행 중인 합의이다. 이 지역은 러시아 및 터키 군대가 순찰할 예정이다. 9월 17일 러시아 대통령 블라디미르 푸틴과 터키 대통령 레제프 타이이프 에르도안은 이들리브 주에 완충 지대를 설치하기로 합의했다. 레반트 자유인민위원회와 튀르키스탄 이슬람당 시리아 지부는 합의를 거절했었고, 이로 인해 합의가 지연되고 했었다. 그러나 레반트 자유인민위원회는 완전히 합의를 포기하지 않았다.

## 같이 보기
- 유프라테스 방어 작전